# انمی پنیا
انمی پنیا (انگلیسی: Enmy Peña؛ زادهٔ ۷ سپتامبر ۱۹۹۲) بازیکن فوتبال اهل جمهوری دومینیکن است.
از باشگاه‌هایی که در آن بازی کرده‌است می‌توان به باشگاه فوتبال والتا اشاره کرد.
وی همچنین در تیم ملی فوتبال جمهوری دومینیکن بازی کرده‌است.